# 財部鳥子
財部 鳥子（たからべ とりこ　1933年11月11日 - 2020年5月14日）は、日本の詩人。元日本現代詩人会会長（2013～2014年）。

## 生涯
新潟県出身、中国（満州）佳木斯市で育った。1946年日本に引き揚げる。
立原道造の影響で詩作を開始。2005年まで「歴程」に同人として参加。2007年より「鶺鴒通信｣を個人編集で発刊する。
1966年『わたしが子供だったころ』所収の『いつも見る死』で第２回円卓賞、1984年『西游記』で第９回地球賞、1992年『中庭幻灯片』で第10回現代詩花椿賞、1998年『烏有の人』で第６回萩原朔太郎賞、2003年『モノクロ・クロノス』で第18回詩歌文学館賞、2016年『氷菓とカンタータ』で第46回高見順賞を受賞。2017年日本現代詩人会より「先達詩人の顕彰」を受ける。中国現代詩の翻訳も行う。
2020年5月14日、すい臓がんのため死去。87歳没。

## 主要著作
詩集
- 『わたしが子供だったころ』（私家版　第一詩集　1965年）
- 『腐蝕と凍結』（地球社　1968年）
- 『愛語』（母岩社　1970年）
- 『花鳥　45』（思潮社　1975年）
- 『月と比喩』（書紀書林　1979年）
- 『西游記』（思潮社　1984年）
- 『枯草菌の男』（思潮社　1986年）
- 『中庭幻灯片』（思潮社　1992年）
- 『アーメッドの雨期』（思潮社　1994年）
- 『現代詩文庫 145 財部鳥子詩集』（思潮社　1997年）
- 『烏有の人』（思潮社　1998年）
- 『モノクロ・クロノス』（思潮社　2002年）
- 『衰耄する女詩人の日々』（書肆山田　2006年）
- 『胡桃を割る人』（書肆山田　2008年）
- 『氷菓とカンタータ』（書肆山田　2015年）
- 『現代詩文庫　続・財部鳥子詩集』（思潮社　2017年）

連詩集
- 『一年の翼』（陳東東と共著　アートランド　1996年）

エッセイ集
- 『詩の贈りもの12カ月』春夏編・秋冬編（思潮社　1993年）
- 『無垢の光』（アートランド　2000年）

訳書
- 『陳東東短詩集』（アートランド　1996年）

共訳書
- 『億万のかがやく太陽』（書肆山田　1988年）
- 『現代中国詩集・チャイナミスト』（思潮社　1996年）ISBN 4-7837-2506-3

小説
- 『天府　冥府』（講談社　2005年）

評論・紀行
- 『猫柳祭―犀星の満洲』（書肆山田　2011年）